# دوشیزه گواتمالا
دوشیزه گواتمالا (اسپانیایی: Miss Guatemala‎)
یک جشنواره زیبایی ملی در گواتمالا است که سالانه برگزار می‌شود. این جشنواره برای اولین بار در سال ۱۹۵۵ برگزار شد.